# アウグスト・アキオ
アウグスト・アキオ・タカハシ・ドス・サントス （ポルトガル語:  Augusto Akio Takahashi dos Santos、2000年12月12日 -）はブラジルのスケートボード選手。パーク種目を専門とする。

## 経歴
10代でブラジルに移民した高橋普美雄を祖父に持つ。普美雄は鍼灸の先駆者としてロナウジーニョやフレッジ、リオネル・メッシ、デビッド・ベッカムなど多くのプロサッカー選手治療を担当した。日系人であることから「小さな日本人」を意味する「ジャピーニャ」という愛称で呼ばれる。
2019年、11歳の時にバルセロナで開催されたバートワールドチャンピオンシップで銅メダルを獲得したことで、スケートボード界で頭角を表す。しかし、サンパウロで開催された世界パーク選手権は予選敗退に終わった。2019年にミネアポリスで開催されたエックスゲームズ決勝では6位入賞。2020年東京オリンピック出場を逃した。
2022年のワールド・スケートボード・チャンピオンシップでは男子パークで銀メダルを獲得した。
翌2023年にサンティアゴで開催された2023年パンアメリカン競技大会でも男子パークで銀メダルを獲得した。
2024年パリオリンピックでは男子パークで銅メダルを獲得した。なお銅メダルを獲得した8月7日は祖母ユリコの誕生日であった。
トレーニング中に股関節を負傷した際に療養中のメンタルヘルスの一環として始めたジャグリングにも取り組んでおり、パリ五輪でも披露した。